# Lydia Cacho
Lydia Cacho Ribeiro (Città del Messico, 12 aprile 1963) è una giornalista, scrittrice e attivista messicana, nota soprattutto per l'attivismo per i diritti umani. Descritta da Amnesty International come "forse la più famosa giornalista investigativa messicana e sostenitrice dei diritti delle donne", il reportage di Cacho si concentra sulla violenza e l'abuso sessuale di donne e bambini.
Il suo libro Los Demonios del Edén (2004) ha creato uno scandalo a livello nazionale sostenendo che diversi importanti uomini d'affari avevano cospirato per proteggere un giro di pedofilia. Nel 2006 è emersa una registrazione di una conversazione tra l'uomo d'affari Kamel Nacif Borge e Mario Plutarco Marín Torres, governatore di Puebla, in cui hanno cospirato per picchiare e stuprare Cacho per il suo reportage.  Marín Torres è stato arrestato il 3 febbraio 2021.
Cacho è vincitrice di numerosi premi internazionali per il suo giornalismo, tra cui il Civil Courage Prize, la Wallenberg Medal e l'Olof Palme Prize. Nel 2010 è stata nominata World Press Freedom Hero dell'International Press Institute.

## Biografia
Nata da madre di origine portoghese che si mosse dalla Francia per il Messico durante la seconda guerra mondiale  e da padre ingegnere messicano. Cacho ha attribuito il suo rifiuto di scendere a compromessi a sua madre, che è rimasta scioccata da quella che ha definito la volontà dei messicani di "negoziare la loro dignità in cambio di un'apparente libertà". Sua madre le ha anche insegnato la consapevolezza sociale portando Cacho con sé per progetti comunitari di base nei quartieri poveri. Cacho attribuisce a suo padre il merito di averle insegnato la disciplina e la tenacia.
Cacho visse brevemente a Parigi da giovane, studiando alla Sorbona e lavorando come cameriera. All'età di 23 anni, ha rischiato di morire per insufficienza renale. Dopo la sua guarigione, ha iniziato a lavorare per i giornali di Cancún, scrivendo storie di arte e intrattenimento. Scrisse anche per le pagine culturali del giornale Novedades de Cancún. Tuttavia, guidata dal femminismo di sua madre, Cacho cominciò presto a interessarsi di problemi sociali come la prostituzione e la violenza contro le donne.
Poco dopo, nel 1999, è stata aggredita e violentata da un uomo nel bagno di una stazione degli autobus che le ha rotto diverse ossa. Cacho crede che l'attacco sia stato una rappresaglia per le sue indagini. Continuò comunque le sue ricerche e l'anno successivo fondò un rifugio per donne maltrattate.
Nel 2003 Cacho scrisse degli articoli per il giornale Por Esto su abusi sessuali perpetrati nei confronti di minori nella città di Cancun.

### Los Demonios del Edén
Nel libro Los Demonios del Edén (I demoni dell'Eden, uscito nel 2005) Cacho accusa apertamente Jean Succar Kuri (noto proprietario di alberghi) di essere coinvolto in un giro di pornografia infantile e prostituzione, con tanto di dichiarazioni delle vittime e di prove filmate con videocamera nascosta. Il libro cita politici come Emilio Gamboa Patrón e Miguel Ángel Yunes.
Dopo che Kamel Nacif Borge, un uomo d'affari di Puebla accusato da Cacho di proteggere Succar Kuri, l'ebbe citata per diffamazione, Cacho fu arrestata illegalmente da un gruppo di poliziotti, malmenata e trasportata nel distante carcere di Puebla, e liberata solo dopo pagamento di una cauzione.
Nel febbraio del 2005 furono rivelate alcune intercettazioni telefoniche che provavano come Nacif Borge e Mario Plutarco Marín Torres (Governatore di Puebla) si fossero accordati per l'arresto ed i maltrattamenti di Cacho in modo da intimidirla.

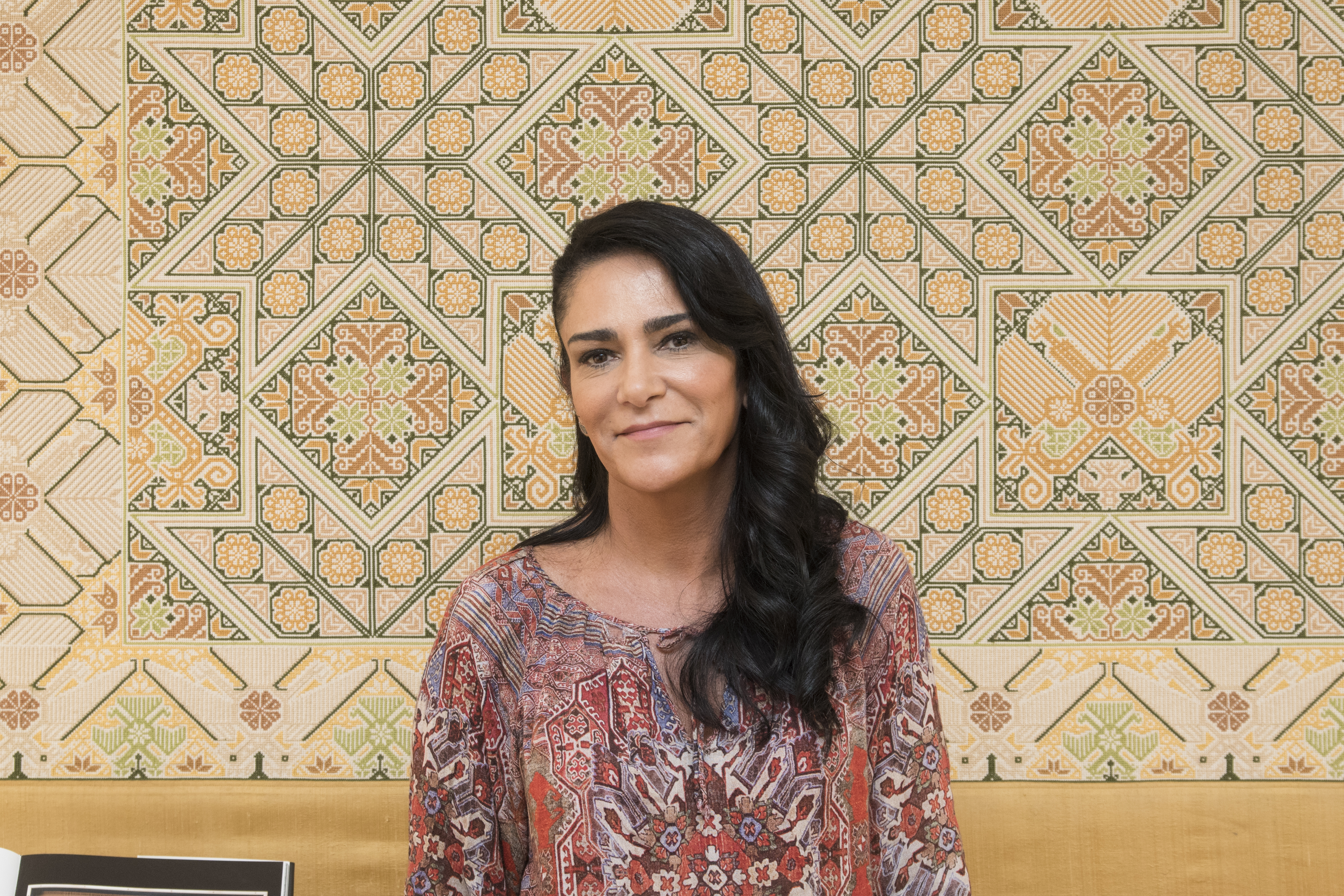
Lydia Cacho

Dal 2006 Cacho si è impegnata in prima persona nelle indagini e nella soluzione di casi irrisolti, ripetuti e numerosi, di omicidi e abusi su donne a Ciudad Juárez, denunciando centinaia di omicidi di donne.
Il 29 novembre 2007 la Corte Suprema del Messico sentenziò che l'arresto di Cacho era giustificato. A seguito di ciò il United Nations Human Rights Council consigliò a Cacho di lasciare il paese.
Cacho ha vinto il Premio Francisco Ojeda al Valor Periodístico Nel 2007 Amnesty International le ha assegnato il "Ginetta Sagan Award for Women and Children's Rights" e nel 2008 ha ricevuto l'UNESCO/Guillermo Cano World Press Freedom Prize.
Nel maggio 2008, pochi giorni prima di testimoniare al processo di Kuri, Cacho è stata quasi uccisa quando i dadi di una delle ruote della sua auto sono stati allentati.
Nel 2020, Cacho è stata conduttrice e produttrice esecutiva di un podcast bilingue prodotto da Imperative Entertainment e Blue Guitar sul femminicidio a Juárez. Il podcast è stato pubblicato in inglese come The Red Note e in spagnolo come La Nota Roja.

## Opere
- Los Demonios del Edén (2005) Paperback: 224 p. Grijalbo Mondadori, Messico, ISBN 968-5957-58-4